# Am Hartkopfshäuschen
Am Hartkopfshäuschen ist eine Ortslage im Norden der bergischen Großstadt Wuppertal.

## Lage und Beschreibung
Die Ortslage liegt im Norden des Wohnquartiers Uellendahl-Ost im Stadtbezirk Uellendahl-Katernberg auf einer Höhe von 288 m ü. NHN an der Straße Westfalenweg. Der Name Am Hartkopfshäuschen ist als eigenständige Bezeichnung für diese Ortslage mehrheitlich nicht mehr im Bewusstsein der Bevölkerung vorhanden, der ursprüngliche Wohnplatz ist in der Wohnbebauung entlang des Westfalenwegs und der Theodor-Heuss-Straße aufgegangen.
Benachbarte Orte sind die Höfe und Ortslagen Soltenkopf,  Am Neuen Sültekop, Leyenfeld, Grünenbaum, Am Hundsbusch, Am Hammerkloth, Neuenbaum, Am Neuen Haus, Dauka, Uellendahler Brunnen, Am Deckershäuschen, Am Sonnenschein, Hagebeck, Langenbruch, Auf’m Hagen, Goldene Kothen und In den Siepen.

## Geschichte
Im 19. Jahrhundert gehörte Am Hartkopfshäuschen zur Uellendahler Rotte der Oberbürgermeisterei Elberfeld. Der Ort lag damals direkt an der Grenze der Oberbürgermeisterei zur Bauerschaft Dönberg in der Bürgermeisterei Hardenberg, die 1935 in Neviges umbenannt wurde. 
Der Ort ist auf der Topographischen Aufnahme der Rheinlande von 1824 als Hartkopfhäusgen und auf der Preußischen Uraufnahme von 1843 als Hartkop eingezeichnet. Auf dem Wuppertaler Stadtplan von 1930 trägt der Ort den Namen Am Hartkopfshäuschen. 
An Am Hartkopfshäuschen verlief ein Kohlenweg von Sprockhövel nach Elberfeld (hier der heutige Westfalenweg) vorbei, auf dem im ausgehenden 18. Jahrhundert und in der ersten Hälfte des 19. Jahrhunderts Steinkohle von den Zechen im südlichen Ruhrgebiet zu den Fabriken im Wuppertal transportiert wurde, das in dieser Zeit das industrielle Herz der Region war.
Durch die Gebietsreform von 1929 wurde der südliche Teil von Dönberg in Wuppertal eingemeindet. Dadurch verlor Am Hartkopfshäuschen seine Grenzlage.